# Kea (Cornovaglia)
Kea (Sen Ke in lingua cornica) è un villaggio e parrocchia civile dell'Inghilterra, appartenente alla contea della Cornovaglia.